# Vegetarianism

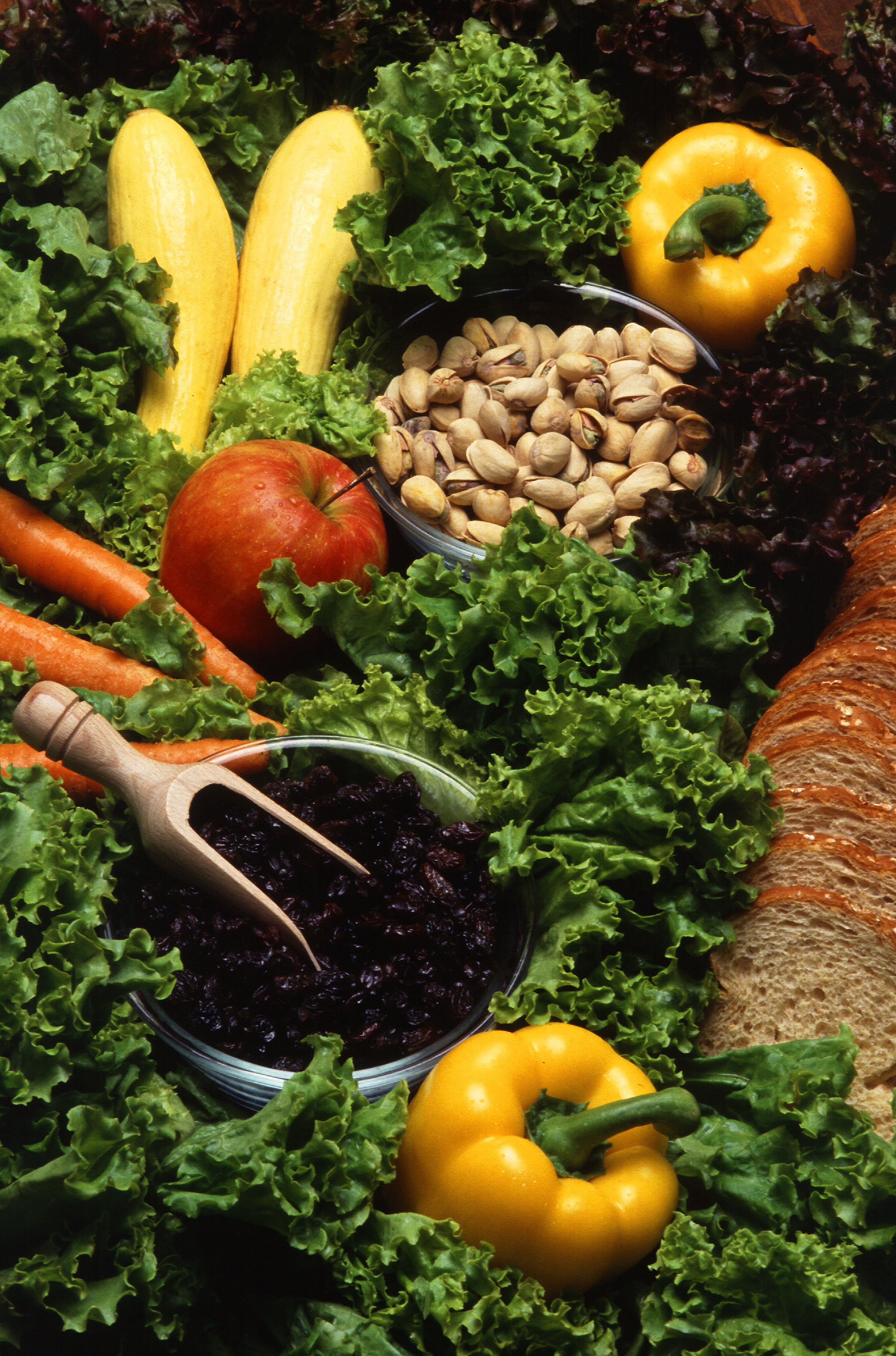
Vegetariska råvaror

Vegetarianism är en filosofi och en kosthållning enligt vilken animaliska livsmedel utesluts.
Begreppet vegetarian myntades 1847 på ett möte hos den första föreningen för vegetarianer i Ramsgate i England. Vissa källor menar att ordet är bildat ur latinets vegetabilia, det vill säga grönsaker, medan andra menar att ordet härstammar från ordet vegetus (latin för "livlig").

## Klassificering
Med tiden har det vuxit fram olika varianter av vegetarianism som accepterar vissa avsteg från den strikt vegetabiliska dieten. 
| Variant                 | Förhållningssätt till ...              | Förhållningssätt till ... | Förhållningssätt till ... | Förhållningssätt till ... |
| Variant                 | Kött (inklusive fågel, fisk, skaldjur) | Ägg                       | Mejeriprodukter           | Vegetabilier              |
| ----------------------- | -------------------------------------- | ------------------------- | ------------------------- | ------------------------- |
| Lakto-vegetarianism     | Nej                                    | Nej                       | Ja*                       | Ja                        |
| Ovo-vegetarianism       | Nej                                    | Ja                        | Nej                       | Ja                        |
| Lakto-ovo-vegetarianism | Nej                                    | Ja                        | Ja*                       | Ja                        |

*) Många ostar innehåller löpe, ett enzym framtaget ur kalvmage. Vissa lakto- och lakto-ovo-vegetarianer äter därför inte vissa ostsorter utan väljer ostar gjorda på mikrobiella eller vegetabiliska ystenzymer.
Därutöver finns det beteckningar för personer som inte fullt ut följer en vegetarisk kost: 
- Semivegetarianer (ibland benämnda flexitarianer) äter ofta vegetarisk kost, men kan även äta kött, oftast kyckling, fisk eller skaldjur.[5][6]
- Demivegetarianer äter en lakto-vegetarisk eller lakto-ovo-vegetarisk kost, kompletterad med fisk, skaldjur[7] och enligt vissa även fågel.[8]
- Pescetarianer äter en vegetarisk kost samt fisk, mejeriprodukter och ägg.[6]
- Pollovegetarianer äter en vegetarisk kost samt kyckling.[9]

Många organisationer, till exempel The Vegetarian Society, är kritiska till att man kallar sig vegetarian om man äter kött, fisk eller fågel.

### Märkning av varor
Varor som märks som vegetariska enligt märkningen V-Label får innehålla mjölk, råmjölk, ägg från djur som inte sitter i bur, honung, bivax, propolis och ullfett. Produkter som märks som veganska enligt samma märkning skiljer sig genom att de inte i något skede av produktionen har använt ingredienser av animaliskt ursprung. Det gäller även tillsatser. Ingredienser som utesluts kan t.ex. vara gelatin, cystein eller benmjöl.

## Utbredning
I USA och Storbritannien har undersökningar (innan år 2000) visat mellan 7 och 2 procent vegetarianer. Skillnaderna kan förklaras bland annat av att frågeställningarna varit annorlunda. Fler identifierar sig som vegetarianer än som avstår från kött, till exempel. Under andra världskriget hade 120 000 britter angett att de var vegetarianer, vilket motsvarade ca 0,25 procent av Storbritanniens dåvarande befolkning. 1984 identifierade sig 2 procent av britterna som vegetarianer (1,9 procent utöver dessa avstod från rött kött) och 1997 identifierade sig 5,4 procent som vegetarianer (14,3 procent utöver dessa avstod från rött kött). I USA identifierade sig 1,2 procent som vegetarianer mellan 1977 och 1988. Några av dessa angav dock att de åt kött ibland. 1994 identifierade sig cirka 7 procent som vegetarianer i USA, men vid närmare analys var det endast 1 procent som i själva verket avstod från kött. År 2000 hade andelen "äkta" vegetarianer ökat till 2,5 procent. Andelen veganer var vid båda mättillfällena omkring 0,9 procent.
1991 brukade ca 20 procent av befolkningen söka efter restauranger som erbjöd vegetariska alternativ. 1999 uppgav 57 procent att de ibland åt vegetariskt när de åt på restaurang. 1994 åt ca 15% av collegestudenterna vegetariskt på collegens restauranger, och 97% av collegens restauranger hade vegetariska alternativ.

### I olika länder

#### Sverige
En svensk som betraktas som föregångare var Emanuel Swedenborg (1688–1772), som genom sin religiösa uppfattning betraktade köttätandet som en manifestation av människans förfall ur paradiset, ändå åt han bevisligen fisk. En mer inflytelserik vegetarian var Johan Lindström Saxon (känd som J. L. Saxon) som år 1903 grundade Svenska Vegetariska Föreningen. Idéhistorikern Marie Jonsson menar att den moderna vegetariska rörelse som Svenska vegetariska föreningen var en del av kan förstås som ett uttryck för det moderna samhälle som växte fram i Sverige efter sekelskiftet 1900.
Are Waerland fick stor betydelse för vegetarianismen i Sverige och övriga Norden. Fram till sin död 1955 skrev Waerland ett flertal böcker bland annat om hälsoriktig vegetarisk mat, och hans efterföljare vad gäller vegetarisk kost kallades waerlandianer.
Under 1970-talet fick vegetarianismen ett uppsving. Det motiverades både med hälsoskäl och solidaritet med tredje världen genom hushållning med jordens resurser. Sedan 1990-talet har vegetarianismen brett ut sig till större grupper och begreppen har delvis skiftat betydelse.
I en undersökning gjord år 2014, utförd av opinionsundersökningsföretaget Demoskop på uppdrag av Djurens Rätt, svarade 6 % av de tillfrågade att de var vegetarianer och 4 % att de var veganer. 10% av svenskarna är alltså antingen vegetarianer eller veganer.
Andelen vegetarianer och veganer är 10 % bland både kvinnor och män. Åldermässigt finns den största andelen vegetarianer och veganer bland 15–24-åringar (17 %).
År 2009 gjorde Demoskop samma undersökning på uppdrag av djurrättsorganisationen Djurens rätt bland svenskar från 15 år och uppåt där de kom fram till att det fanns ungefär 300 000 vegetarianer (3,5 % av befolkningen) och 150 000 veganer (1,6 % av befolkningen) i Sverige. De kom också fram till att 40% av befolkningen skulle kunna tänka sig att bli vegetarianer. I samma undersökning säger sig 15 % av de mellan 15 och 24 år vara vegetarianer eller veganer.
Andelen vegetarianer i Sverige var enligt en undersökning gjord år 2001 cirka 0,5 %. Om man även räknar med semivegetarianer ökar andelen till 3,5 %. Undersökningen omfattade personer i åldrarna 16–79 år.

#### Vegetarianism i fattiga länder
I fattiga länder är många vegetarianer det på ofrivillig basis (p.g.a. resurs-/matbrist). Dessa vegetarianer har i regel en högre grad undernäring än köttätare från samma länder, eftersom köttätarna i regel är mer välbärgade.

#### Vegetarianer från indiska subkontinenten i USA och Storbritannien
Personer från den indiska subkontinenten har en tradition av vegetarianism, men många av dem som emigrerat därifrån till USA har numera ohälsosamma livsstilar och fetma. De har i stor utsträckning gått från långsamma kolhydrater (exempelvis fullkornsris) till snabba (vitt ris), ökat sin totala konsumtion av kolhydrater(inklusive potatis), minskat sin konsumtion av frukt, nötter, frön, grönsaker och baljväxter, ökat sin konsumtion av omega-6-rika oljor såsom palmolja, minskat sin konsumtion av enkelomättade oljor såsom olivolja och senapsolja, ökat sin konsumtion av animaliska produkter samt ökat sitt totala intag av socker och kalorier. De har därför förhöjd risk för att drabbas (och dö av) diabetes, metaboliskt syndrom och kranskärlssjukdomar jämfört med andra folkgrupper.

## Skäl
Skälen till att man väljer att vara vegetarian skiftar från person till person. Här listas några vanliga anledningar:
- Religiösa skäl: Med hänvisning till påbudet att leva utan att skada andra är det vanligt att buddhister inte äter kött.
- Djurrättsliga skäl: Många som blir vegetarianer av etiska skäl syftar på att det är fel att döda och äta djur. Se djurrätt.
- Djurskyddsskäl: Vissa vegetarianer anser inte att det är fel att äta kött i sig, men motsätter sig den moderna köttprocessen där djur föds upp under, enligt många, tvivelaktiga förhållanden, endast för syftet att ätas.
- Rättviseskäl: Vissa vegetarianer anser att det är fel att endast en liten del av världens befolkning äter en stor del av det kött som produceras. De anser också att den betesmark/odlingsmark som används till köttindustrin mer effektivt skulle kunna användas för att odla grödor och på så sätt mätta fler människor.
- Miljöskäl: Köttproduktion bidrar till växthusgasutsläpp, är resurskrävande när det gäller djurföda och vattentillgångar, bidrar till övergödning och kräver omfattande transporter.[22]
- Hälsoskäl: Vissa äter vegetarisk kost av hälsoskäl, då de anser vegetarisk kost generellt vara nyttigare.
- Smakskäl: Vissa människor är vegetarianer endast på grund av att de finner kött osmakligt.
- Naturlighet: En del personer är vegetarianer för att de anser att människan hör till växtätarna, det vill säga att människan är en naturlig vegetarian och inte är menad att äta kött. Biologiskt sett är dock människan allätare.[23][24]

### Etiska
En del vegetarianer menar att det är oetiskt att föda upp och slakta djur. Bland annat John Robbins (född 1947) skriver (i A Diet For A New America) att "ätande av kött är ett indirekt deltagande i djurens fruktansvärda lidande [...] Det är inte dödandet av djuren som är det värsta, utan den ofattbart låga livskvaliteten som de tvingas uthärda".

### Förvaltarskapsprincipen
En del menar att människan ska "förvalta", bevara och ta hand om naturen, snarare än "äga" och "konsumera" upp den. Det innebär inte ett förbud mot användning/konsumtion av naturen, utan syftar snarare till en ansvarstagande form av "konsumtion", som tar hänsyn till djur och natur. Det innebär en syn på människan som en del av jordens samlade befolkning; människan anses ha ett ansvar för att respektera och skydda andra livsformer från onödigt lidande. Förvaltarskapsprincipen innefattar även en strävan efter ett jordbruk som harmoniserar med naturen och undviker att skada naturens mångfald eller stabilitet.
Förvaltarskapsprincipen har fått kritik för att vara alltför centrerad kring människan (antropocentrisk). Försvararna av förvaltarskapsprincipen menar att det människocentrerade synsättet är rimligt, eftersom människan är det enda djur som är tillräckligt förnuftigt för att kunna ta den typ av ansvar som förvaltarskapet kräver.

### Religiösa
En del kristna (som hänvisar till första Mosebok) menar att vegetarianism var den "ursprungliga" dieten. En del kristna menar också att Gud förordnat för människan att leva hälsosamt (1 Kor. 3:16-17), vilket de menar åstadkoms genom en vegetarisk kosthållning. Andra kristna har förespråkat förvaltarskapsprincipen, som även förespråkats av judar och Zarathustra.
I Asien har vegetarianism förekommit i årtusenden. Hinduismen har en icke-våldsprincip (ahimsa) som för många hinduer innebär ett avstånd från dödande av djur. Jainismen har en liknande princip, men är betydligt striktare i sin vegetarianism jämfört med andra religioner/grupperingar. Buddha var inte (i strikt bemärkelse) vegetarian, men förespråkade även han icke-våld. Han menade att allt liv ska respekteras, men att det samtidigt är acceptabelt för munkar att acceptera matgåvor bestående av kött, förutsatt att djuret inte slaktats enkom för munkarna.

### Miljöskäl
En del vegetarianer förespråkar vegetarianism av miljöskäl. Författare såsom Aldo Leopold, Jeremy Rifkin och Francis Moore Lappe har skrivit om köttindustrins miljöpåverkan. Vegetarisk kost är mer energieffektiv, behöver mindre naturresurser och har en mindre skadlig inverkan på klimatet. Många studier har jämfört hur växthusgaser en vegetarisk kost orsakar jämfört med en allätarkost. En vegetarisk kosthållning kan sänka växthusgasutsläppen med mellan 27 och 100 procent (d.v.s. en halvering av utsläppen) jämfört med allätarkost. En lakto-ovo-vegetarisk kost kan dock potentiellt göra större skada på miljön än en allätarkost, om allätarkosten består av en mycket liten andel kött och den lakto-ovo-vegetariska kosten konsumerar stora mängder mjölk- och äggprodukter.

## Historia
Bland människans släktingar kan noteras att gorillor är i huvudsak vegetarianer, de äter dock insekter. Schimpanser och orangutanger äter även kött från däggdjur emellanåt. De äldsta beläggen för köttätande bland våra förfäder är mer än tre miljoner år gamla.

### Antiken till medeltiden; tidiga vegetarianer
Några av de tidigaste kända vegetarianerna var Pythagoras (570-495 f. Kr.; som ansåg att djur har själar likt människan) och Zarathustra (som förespråkade förvaltarskapsprincipen). I Antikens Grekland fanns flera vegetarianer, däribland  Plutarchos (46-120 e. Kr.), som likt Pythagoras och Zarathustra menade att det är oetiskt att döda och äta djur. Plutarchos skrev dessutom en essä om köttätande, där han förutom etiska argument även framför fysiologiska. Han menade att köttätning "kladdar igen" såväl kropp som sinne.
I den medeltida kyrkan fanns ett fåtal vegetariska grupper, och ett flertal som förespråkade måttligt köttätande i syfte att tukta sina egna begär likt kyrkofadern Johannes Chrysostomos (347-407) hade gjort. De flesta medeltida kristna var dock inte vegetarianer, av samma skäl som teologen Thomas av Aquino (1225-1274). Han menade att människan inte har några plikter gentemot djuren, eftersom de saknar människans förnuft.

### 1600- till 1700-talet; djurens medvetandegrad och smärtupplevelse
Under 1600-talet väcktes en debatt om djurens medvetandegrad och upplevelse av smärta. René Descartes (1596-1650) ansåg att djur varken hade känsel eller medvetande, en teori han fick litet gehör för. Den allmänna uppfattningen hos dåtidens filosofer var dock att djuren inte känner smärta på samma sätt som människor, en uppfattning som ifrågasattes av Voltaire (1694-1778) efter forskningen kommit fram till att djurens nervsystem liknar människans.
Jeremy Bentham (1748-1832), grundaren av utilitarismen, var också kritisk till teorin om att djur inte kände smärta på samma sätt som människor. Han förespråkade inte vegetarianism, men menade ändå att djuren har en rätt till att "inte bli torterade". Från hans perspektiv kunde djurslakt vara att föredra framför naturlig död, om djuret på så vis lider mindre. Dåtidens djurslakt såg dock inte ut som Bentham önskade.
Brittiska evangelister såsom John Wesley (1703-1791) lobbade för ett förbud mot barnarbete, slavhandel och vanvård av djur. Alla dessa tre blev lagar, och lagen om vanvård av djur (som kom 1822) var den första av sitt slag i västvärlden. Under denna tid växte antalet vegetarianer i Storbritannien, och författare såsom John Oswald (död 1793) skrev flitigt om vegetarianismen.

### 1800-talet; ökat antal vegetarianer och grundandet av "The Vegetarian Society"
Under 1800-talet växte antalet personer som blev vegetarianer av hälsoskäl. Forskningen var ytterst begränsad på området (och i dagens mått obrukbar), men läkare såsom William Lambe (1765-1847) förespråkade ändå en vegetarisk kosthållning. Vegetarianerna var dock fortfarande i stark minoritet, och det fanns en allmän uppfattning om att kött var en oersättlig beståndsdel i ett hälsosamt liv.
Under sent 1810-tal spreds vegetarianismen till USA genom missionären William Metcalfe (1788-1862) och kyrkan "the Bible Christian Church", som var en av de första organisationerna som krävde vegetarianism för medlemskap. Metcalfe kom i kontakt med presbyterianen Sylvester Graham (1794-1851) som sedermera blev en förespråkare av vegetarianism. Grahams vegetarianism kom sedan att influera sjundedagsadventisterna.
1847 grundades "The Vegetarian Society" i England, och det är också det första kända bruket av ordet "vegetarian", som kommer från det latinska ordet "vegetus" ("livlig"). År 1853 hade föreningen över 800 medlemmar, varav 20 var läkare. 1850 grundades en amerikansk motsvarighet (American Vegetarian Society), 1866 en tysk och 1908 en internationell (International Vegetarian Union).

### 1900-talet; vitaminupptäckt, fördomar och återupptagen etikdebatt
Under 1920-talet "upptäcktes" vitaminerna av Elmer McCollum (1879-1967), vilket ledde till en nutritionsmässig revolution. Innan McCollums upptäckt hade gemene man till största del levt på vitt bröd, smör, kött, potatis, socker och kaffe. Efter hans upptäckt ökade bland annat konsumtionen av spenat tiofalt bland skolbarn i Fargo, North Dakota. Vitaminupptäckten ledde även till ett ökat antal vegetarianer.
Under 40- och 50-talet var en vanlig (miss)uppfattning att vegetarianism framförallt var en religiös kosthållning. Under 60- och 70-talet troddes vegetarianer vara en del av antietablissemang-rörelsen. Först under 80-talet fanns en allmän uppfattning om att vissa vegetarianer valde att bli det av hälsomässiga skäl.
Den etiska aspekten lyftes åter igen under 1900-talet. 1975 publicerades Peter Singers verk Animal Liberation, som blev en katalysator till ett ökat intresse i vegetarianismen. Bland filosofer fick dock Singer kritik, bland annat för bristfällig logik och bagatelliserande av vissa mänskliga rättigheter.

### Miljöaspekten av djurhållningen
Miljömässiga skäl för vegetarianism lyftes redan under 1700- och 1800-talet, men resonemangen var då främst grundade på att mindre jordbruksmark skulle krävas om människan levde på växter istället för djur. En mer omfattande diskussion kring köttindustrins ekologi lyftes först av Frances Moore Lappe, med boken Diet For a Small Planet (1971). Sedan dess har intresset för köttindustrins miljöpåverkan ökat kraftigt.

### Forskning
Den tidiga forskningen på vegetarianismen var kraftigt vinklad till vegetarianismens fördel, men blev successivt mindre vinklad. Under 1950-talet började hälsofördelar med vegetarianism kunna fastställas, exempelvis påvisades samband mellan vegetarianism och minskade kolesterolvärden. Fram tills 1962 fanns färre än 100 vetenskapliga publikationer (artiklar i vetenskapliga tidskrifter, kapitel i vetenskaplig litteratur, etc.) om vegetarisk nutrition. Mellan 1966 och 1995 hade 1309 vetenskapliga artiklar om vegetarisk nutrition publicerats och indexerats i databasen MEDLINE. De flesta av dessa (908) var publicerade i medicinska eller allmänna vetenskapliga tidskrifter, medan resterande (401) var publicerade i nutritionsfokuserade tidskrifter. Under sent 60-tal publicerades i genomsnitt 10 vetenskapliga artiklar om vegetarisk nutrition per år, en siffra som hade ökat till 76 under tidigt 90-tal. Studierna blev dessutom större och mer påkostade under detta tidsspann.

## Hälsorisker

### Benskörhet
Vegetarianer får ofta i sig en lägre mängd kalcium, vitamin D, protein[källa behövs], b12, zink och omega 3 jämfört med allätare. Brist på dessa näringsämnen kan öka risken för benskörhet, men de studier som finns på området har inte observerat någon ökad förekomst av benskörhet bland vegetarianer. Vissa studier visar att animaliskt protein är bättre för benhälsan, andra visar att animaliskt protein är sämre. Lika osamstämmiga är resultaten vad gäller sojaprotein. Det kan således inte konstateras att valet av protein har någon effekt på benhälsan.

### Ämnesbrist
En vegetarisk eller vegansk kost är hälsosam om den är välplanerad, men om kosten är dåligt planerad finns risk för brist på flera viktiga näringsämnen. Risken för undernäring och ofrivillig viktminskning är högre bland veganer än övriga vegetarianer, men de som löper störst risk är makrobiotiska vegetarianer, rawfood-vegetarianer samt vegetarianer som följer så kallade "trenddieter".
Näringsämnen som vegetarianer med en inkomplett kostplanering riskerar att få brist på är protein, järn, zink, kalcium, D-vitamin, vitamin b12 och omega 3. Vegetarianer får dessutom i sig mindre taurin och kartinin än allätare, och veganer får ofta i sig mindre jod än allätare. Detta är dock inte förknippat med några hälsorisker, varken för barn eller vuxna. Taurin anses nödvändigt för spädbarns utveckling, men barn vars mödrar är veganer har inte visat några tecken på långsammare eller försämrad utveckling.

#### Protein
De flesta växtbaserade proteinkällorna innehåller inte alla essentiella aminosyror i en och samma växt, men flera vegetabiliska produkter tillsammans tillgodoser människans behov av essentiella aminosyror. Biotillgängligheten i vegetabiliskt protein är lägre än animaliskt, men proteinbrist är ändå ovanlig bland vegetarianer. Soja är den enda vegetabiliska källan på protein som innehåller alla 9 essentiella aminosyror i en och samma växt.
Protein finns i bland annat ägg, mjölk, bönor, linser, nötter, frön, bröd, spannmål, m.m.

#### Zink
Biotillgängligheten (det vill säga kroppens förmåga att ta upp ämnet) i zink från vegetabiliska källor är lägre jämfört med zink från animaliska matvaror. Dessutom försämras upptaget ytterligare om kosten innehåller stora mängder fytinsyra. Vegetarianer kan därför behöva äta upp till 50 procentenheter mer zink än allätare för att vara säker på att få i sig tillräckligt.
Vegetabiliska källor för zink inkluderar nötter, soja, bönor, gryn och frön. Zink finns även i mejeriprodukter.

#### Järn
Eftersom järn från vegetabiliska matvaror saknar hemgrupper, som finns i järn från animaliska källor, kan järnupptaget försvagas av kalcium, te, kaffe och fiber. Biotillgängligheten är dessutom lägre i zink från vegetabiliska källor. Därför kan vegetarianer behöva äta upp till 80 procentenheter mer järn än allätare för att få i sig tillräckligt. Adekvat konsumtion av C-vitamin är också viktigt, eftersom C-vitamin förstärker järnabsorptionen.
Järn finns bland annat i ägg, fullkorn, nötter, frön, frukt och baljväxter.

#### Kalcium
Upptaget av kalcium försämras av bland annat spenat, rabarber och mangold, eftersom dessa ämnen innehåller oxalater. Vegetabiliska livsmedel som har högt innehåll av kalcium, och lågt innehåll av oxalater, inkluderar kinakål, grönkål, salladskål, pak choi, broccoli och blad från majrovor. Kalcium finns även i mjölk, nötter, sojamjölk/havremjölk/etc.

#### Vitamin D
Vitamin D, som bland annat stödjer absorptionen av kalcium i kroppen, fås dels från solen, men också genom kosten. Vegetarianer får i regel i sig mindre D-vitamin än allätare. Veganer och äldre vegetarianer löper större risk för D-vitaminbrist än andra vegetarianer, men även LO-vegetarianer kan behöva tillskott av D-vitamin, i synnerhet under vintermånaderna.
D-vitamin finns i ägg, och är en vanlig tillsats i komjölk, sojamjölk, havremjölk, rismjölk och frukostflingor.

#### Vitamin B12
Inga växter innehåller aktivt b12, vilket innebär att vegetarianer, i synnerhet veganer, behöver tillskott av B12. B12-brist kan ta flera år att utveckla, och symtomen är ofta subtila. Brist på b12 kan dock leda till förhöjd koncentration av homocystein i kroppen, vilket är en riskfaktor för hjärt- och kärlsjukdomar.
Vitamin B12 finns i mejeriprodukter och ägg. Havremjölk, sojamjölk, rismjölk och andra vegetabiliska "mjölkdrycker" är ofta berikade med B12.

#### Omega 3
Få växter är bra källor till omega 3. Trots detta har inga negativa hälsoeffekter observerats till följd av att vegetarianer får i sig mindre omega 3 än allätare.
Linfrön, valnötter, rovolja (i rapsolja), soja eller vegetabiliska produkter med tillsatser av omega 3 är dock bra källor till omega 3.

## Hälsofördelar
I rika länder överväger fördelarna med vegetarisk kost riskerna. Detta eftersom det i rika länder finns en övertillgång på näringsrik mat, vilket gör att risken är större för övernäring/fetma än undernäring. Det ger större effekt om en vegetarian med risk för undernäring lägger till ett animaliskt livsmedel (eller något tillskott), än om en allätare byter ut något av sina livsmedel mot ett vegetabiliskt. Detta eftersom det inte behövs särskilt stora förändringar i en undermålig vegetarisk kost för att den ska bli näringsmässigt fullgod, medan det krävs stora förändringar i en allätarkost som ger ett stort överflöd på exempelvis mättat fett. I fattiga länder är dock situationen annorlunda. Där är tillgången på mat så pass dålig att det är svårt att tillgodose sig alla näringsämnen på en vegetarisk kost, som de flesta fattiga är tvingade till.
Vegetarianism är bland annat förknippat med lägre risk för demens, divertikulit, gallstenar. inflammationer, diabetes typ 2, cancer, njursjukdomar samt hjärt- och kärlsjukdomar. En vegetarisk kost ger dock inte per automatik hälsofördelar. En vegetarisk kost kan teoretiskt sett vara lika onyttig (eller onyttigare) än en allätares - det beror helt och hållet på vad kosten består av.

### Dödlighet
Vegetarianer har en generellt sett längre livslängd än allätare. En sammanställning av 6 större studier gjorda under 80- och 90-talet, med totalt 109151 deltagare, visade att vegetarianer hade en 12-56% lägre risk för död jämfört med allätare. Två av dessa studier konstaterade att vegetarianer som hade varit det i över ~20 år hade ännu lägre dödlighet än de som hade varit vegetarianer under kortare tid. Ett problem med sådana här studier är dock att det inte går att påvisa den direkta orsaken till skillnaden i dödlighet. Flera livsstilsfaktorer (rökning, alkohol-/drogvanor, fysisk aktivitet, stress, m.m.), miljöfaktorer och genetiska faktorer påverkar dödligheten. Dessutom är det svårt att mäta exakta matvanor över tid; allätares matkonsumtion kan eventuellt vara sämre uppbyggd näringsmässigt än vegetarianernas. Skillnaden i dödlighet behöver alltså inte enbart ha att göra med avsaknaden av kött.
Många tidigare studier (innan 80-talet; vissa av dem mycket stora, en av dem studerade dödligheten i 20 länder) har också visat en generellt sett längre livslängd hos vegetarianer, men dessa har haft stora metodologiska problem. Senare studier har hållit högre kvalitet.

### Inflammationer
Vegetarisk kost är relaterat till minskad risk för inflammationer. Hög konsumtion av frukt, grönsaker, fullkorn och nötter är också förknippat med minskad risk för inflammationer. Detta har bland annat påvisats i en metaanalys över 29 interventionsstudier, där personer med allätarkost bytte till vegetarisk kost.
Tillagning av kött kan producera flera ämnen (polycykliska aromatiska kolväten, heterocykliska aminer och avancerade glykerade slutprodukter) som ökar risken för inflammationer.

### Blodsocker och diabetes
Förekomsten av diabetes typ 2 är lägre hos vegetarianer än hos allätare. Detta kan dels bero på att vegetarianer i regel väger mindre (övervikt är en stor riskfaktor för diabetes), och de livsmedel som vegetarianer äter mer av än allätare (långsamma kolhydrater, baljväxter, m.m.). Vegetarianer har dessutom bättre fasteblodsocker, långtidssocker (HbA1c), vikt och insulinkänslighet än allätare. Västerländska vegetarianer äter i regel mat med lägre glykemiskt index än allätare, vilket kan vara en förklaring till att västerländska vegetarianer mer sällan har diabetes.
Kost med hög andel frukt, grönsaker, fullkorn, baljväxter och nötter, samt låg andel alkohol, snabba kolhydrater och rött/processat kött minskar risken för typ 2 diabetes. Vid redan befintlig diabetes förbättras blodsockerregleringen och blodfetterna vid sådan kost. Detta gäller även för de som inte är vegetarianer, men ett uteslutande av kött leder till en ännu större effekt.

### Njursjukdomar
Vegetarianer har lägre risk för njursjukdomar  Vid insjuknande i exempelvis kronisk njursvikt är sjukdomsförloppet långsammare hos vegetarianer jämfört med allätare. Orsaken är inte känd, men kan vara relaterad till fördelningen av fettsyror i maten (mer omättade fetter i vegetarisk kost och mer mättade fetter i allätarkost).

### Hjärt- och kärlsystemet
Vegetarianer har lägre förekomst av fetma (en riskfaktor för hjärt- och kärlsjukdomar), högt blodtryck, hjärtinfarkt, åderförkalkning och stroke. Dödligheten är dessutom lägre i hjärt- och kärlsjukdomar. Vegetarianer har i regel lägre LDL-kolesterol (det "dåliga" kolesterolet) i blodet, lägre blodfetter, lägre vikt, lägre BMI, lägre alkoholkonsumtion och högre fiberkonsumtion. Det lägre blodtrycket kan delvis förklaras av att vegetarianer väger mindre, men också av lägre saltkonsumtion och högre kaliumkonsumtion jämfört med allätare. Vegetarianers åldersrelaterade blodtryckshöjning är dessutom lägre än allätares.
Veganer får i regel i sig mindre mättat fett och LDL-kolesterol än andra vegetarianer, vilket gör att deras risk för hjärt- och kärlsjukdomar är ännu mindre än andra vegetarianer. De flesta vegetarianer har dock en lägre konsumtion av mättat fett och kolesterol och en högre konsumtion av frukter, grönsaker, fullkorn, nötter och fiber. Detta kan vara en del av förklaringen till att de mer sällan drabbas av hjärt- och kärlsjukdomar. Hög serumkoncentration av LDL-kolesterol över tid är en av de största riskfaktorerna för hjärt- och kärlsjukdomar. En sänkning av den totala kolesterolmängden i blodet (LDL-kolesterol och HDL-kolesterol tillsammans) med 0,6mmol/l kan sänka risken för kranskärlssjukdomar med 54 procent vid 40 års ålder, och 19% vid 80 års ålder. Siffrorna blir högre om enbart LDL-kolesterol räknas med. Skillnaderna i dödlighet har observerats i flera folkgrupper runtom i världen, bland annat amerikanska sjundedagsadventister, västafrikanska sjundedagsadventister, brittiska vegetarianer, äldre kinesiska vegetarianer, sibiriska veganer och tyska vegetarianer. Vegetarianer från den indiska subkontinenten som bor i London eller USA, som ofta har mycket ohälsosamma kost- och levnadsvanor, har dock inte påvisat sådana skillnader i dödlighet.
Metaanalyser och systematiska litteraturöversikter över kohortstudier har visat en minskad dödlighet i kranskärlssjukdomar med 29% hos vegetarianer. Hög konsumtion av frukt, grönsaker och nötter är förknippat med minskad risk för död, hjärt- och kärlsjukdomar samt stroke. En minskning av risken för hjärt- och kärlsjukdomar kan med andra ord åstadkommas även utan att kött utesluts. Ett uteslutande av kött leder dock till en större riskminskning än om kött inte utesluts. Tidigare metaanalyser (från sent 90-tal) har visat en riskminskning med 34 procentenheter för vegetarianer. I dessa har resultatet justerats så att ålder, kön eller rökning inte påverkar resultatet. Alla deltagare hade liknande social och religiös bakgrund, och var intresserade av att leva hälsosamt. Semi-vegetarianer (de åt kött ibland, men mindre än en gång i veckan, de åt även fisk) hade en minskad risk med 22 procentenheter. I en metastudie där 500 tusen människor inkluderades hade personer med en hög konsumtion av rött kött 27 procent (män) respektive 50 procent (kvinnor) ökad risk för död i hjärt- och kärlsjukdomar jämfört med de som åt lite eller inget kött. Kohortstudier har länge påvisat ett starkt samband mellan dödlighet i hjärt- och kärlsjukdomar och hög konsumtion av mättat fett och transfett.

### Cancer
En systematisk litteraturöversikt och metaanalys från 2017 visar att cancerrisken för veganer är i genomsnitt 15 procentenheter lägre än hos allätare. För andra typer av vegetarianer är riskminskningen i genomsnitt 8 procentenheter. Några statistiskt signifikanta skillnader vad gäller enskilda cancertyper hittades inte. En tidigare metaanalys visade en riskminskning av 18 procentenheter för alla vegetarianer, men denna hade inkluderat resultat från flera tidiga studier med allvarliga metodologiska problem. Men även för senare litteraturöversikter/metaanalyser som studerar samband mellan cancer och matvanor är det svårt att dra absoluta slutsatser. Vegetarianer är mer sällan rökare, överviktiga och/eller stillasittande. De äter mer soja, fiber, fullkorn, frukt och grönsaker än allätare. Alla dessa faktorer kan påverka cancerrisken. Vegetarianer har dock lägre risk för cancer, även om livsstilsfaktorer såsom rökning, övervikt och låg fysisk aktivitet utesluts ur beräkningen (exempelvis genom att personer med samma levnadsvanor, bortsett från den vegetariska kosten, jämförs).
WRCF och AICF gör kontinuerligt nya sammanställningar av cancerforskningen. Det är från dem som en stor del av sammanställningarna som berör sambandet mellan vegetarisk kost och cancer kommer.
Vegansk lågfettdiet har i interventionsstudier (en metastudie över dessa är gjord) där prostatacancer undersökts sänkt hastigheten på sjukdomsförloppet. Interventionerna inkluderade dock även annat, såsom regelbunden fysisk aktivitet, meditation, och andra livsstilsförändringar.

### Risker med köttkonsumtion
Västerländsk diet kan kopplas till mer än hälften av dödsfallen i USA och Nordeuropa, där köttkonsumtionen är stor. Hög köttkonsumtion, i synnerhet av rött kött, har starka samband med förhöjd cancerrisk. Det vetenskapliga underlaget för detta är i synnerhet stort för tjocktarmscancer (kolorektalcancer) och vissa typer av magcancer. Vad gäller pankreascancer och levercancer är sambandet till konsumtion av rött kött inte lika starkt, men det finns ett svagt samband. Bröstcancer och prostatacancer har inga påvisade samband till hög köttkonsumtion - de studier som finns är alltför motsägande i sina resultat.
Vid tillagning av kött i normal tillagningstemperatur sker en reaktion mellan kreatinin och aminosyror i köttet. Detta producerar ett flertal ämnen, såsom heterocykliska aminer, vilka ökar risken för bland annat koloncancer och hjärt- och kärlsjukdomar. Kött som inte tillagats tillräckligt väl kan dock också vara skadligt, bland annat genom spridning av sjukdomar, såsom salmonella. Köttkonsumtion kan också medföra en spridning av antibiotikaresistens/antibiotikaresistenta bakterier, eftersom användningen av antibiotika för att förhindra sjukdom hos djur är vanligt i många köttproducerande länder.
Animaliskt järn är mer än 10 gånger lättare för kroppen att ta upp än vegetabiliskt, vilket inte bara innebär att vegetarianer löper risk för järnbrist, utan också att allätare löper risk för överskott på järn. Överskott på animaliskt järn (järn med hemgrupp) är en riskfaktor för bland annat hjärt- och kärlsjukdomar. Den höga andelen mättat fett och låga andelen omättat fett är också en riskfaktor för hjärt- och kärlsjukdomar, men även stroke, diabetes och vissa cancertyper. Animaliska produkter kan innehålla nästan dubbelt så mycket kalorier som vegetabiliska (per gram), vilket i västvärlden (där tillgången på mat är riklig) kan vara ett skäl till den höga förekomsten av fetma, som i sig är en riskfaktor för många sjukdomar, i västvärlden.

### Risker och fördelar med ägg och mjölkkonsumtion
Det finns viss sannolikhet att mejeriprodukter skyddar mot tjocktarmscancer (metastudier har visat en genomsnittlig riskminskning med 17 respektive 7 procent) men ger sannolikt en förhöjd risk för prostatacancer (genomsnittlig riskökning i metastudier på 7 respektive 43 procentenheter) Regelbunden äggkonsumtion ökar också risken för prostatacancer. Äggkonsumtion kan även förvärra progressionen av redan befintlig prostatacancer; en metastudie visade en genomsnittlig riskökning på 102 procentenheter, med ett referensintervall på 10 procentenheter och 272 procentenheter. Andra metastudier har visat svagare samband mellan ägg och prostatacancer, och en metastudie har såg inget samband alls. Äggkonsumtion kan även öka risken för bröstcancer (enligt 2 metastudier; mellan 4 och 9 procentenheter) och mag- och tarmcancer (15 procentenheter), i synnerhet tjocktarmscancer (29 procentenheter).

## Vanliga vegetabiliska födoämnen och deras hälsorisker/hälsofördelar

### Frukt
Hög fruktkonsumtion är förknippat med minskad risk för cancer i munhåla, svalg, struphuvud och lungor.

### Grönsaker
Hög konsumtion av grönsaker med lågt stärkelseinnehåll är förknippat med minskad risk för cancer i munhåla, svalg och struphuvud

### Baljväxter
Baljväxter är en källa till B6-vitamin, järn, kalium, protein och fiber. De är låga i fettinnehåll och sänker kolesterol och blodsocker. Regelbunden konsumtion kan minska risken för metaboliskt syndrom, hjärt- och kärlsjukdomar, höga blodfetter, fetma, diabetes, inflammationer och vissa cancertyper.

#### Soja
Metaanalyser av interventionsstudier som gjorts på soja har visat att en hög sojakonsumtion kan minska omfattningen av värmevallningar för kvinnor i klimakteriet. Vad gäller sojans effekt på bentäthet, bröstcancer och tyroideahälsa är dock forskningen för osäker för att några slutsatser ska kunna dras.
Metaanalyser av tidigare studier visar en minskad risk för prostatacancer vid riklig sojakonsumtion. Vad gäller mannens reproduktionsförmåga och testosteronnivåer har sojan ingen negativ effekt. Djurstudier från 40- och 60-talet väckte oro för att sojan skulle kunna ha negativ inverkan på mannen, men senare forskning har inte hittat några samband mellan sänkta testosteronnivåer eller försämrad reproduktionsförmåga. Trots detta har felaktiga myter florerat i media under 2000-talet angående sojans effekt på män.

### Nötter
En konsumtion av nötter som överstiger 28 gram om dagen sänkte i genomsnitt risken för cancer (generellt) med 15 procentenheter, i en systematisk litteraturöversikt och metaanalys från 2016. Andra systematiska litteraturöversikter har visat minskad risk för tjocktarmscancer, endometriecancer, pankreascancer och cancerrelaterad dödlighet vid hög konsumtion av nötter.
Nötter reducerar LDL-kolesterol (det "dåliga" kolesterolet) och höjer HDL-kolesterol (det "bra" kolesterolet).

### Fiber och fullkorn
Vegetarianer får ofta i sig en större mängd fiber och fullkorn än allätare. Det finns starkt forskningsstöd för att hög fiber- och fullkornskonsumtion minskar risken för tjocktarmscancer.

### Alfa-linolensyra
Alfa-linolensyra är den enda formen av omega-3 som finns i vegetabiliska livsmedel. En hög konsumtion av alfa-linolensyra är måttligt förknippad med en minskad dödlighet i hjärt- och kärlsjukdomar. Det finns dessutom inga påvisade risker med att utesluta animaliskt omega-3 från kosten, även om biotillgängligheten av alfa-linolensyra är avsevärt lägre än animaliskt omega-3.

### Omättade fetter
Vegetarisk kost innehåller i regel en hög andel enkel- och fleromättade fetter Detta leder till en sänkt risk för hjärt- och kärlsjukdomar.

### Antioxidanter
Vegetarisk kost innehåller i regel en hög andel antioxidanter. Antioxidanter ger en minskad risk för hjärtsjukdom, njursten, flera cancertyper, katarakt och diabeteskomplikationer.

### Fytokemikalier
Fytokemikalier är en grupp ämnen som finns i grönsaker, frukt, fullkorn, nötter, baljväxter och örter. Det finns forskning som tyder på positiva effekter av dessa ämnen, men forskningen är ännu alltför osäker för att ämnena ska kunna betraktas som näringsämnen/nödvändiga/hälsosamma.

## Särskilda grupper

### Idrottare
Under Antikens Grekland fanns en allmän uppfattning om att kött var förknippat med hög prestationsförmåga. Brottaren Milon från Kroton sägs ha varit oslagbar till följd av hans enorma köttkonsumtion. Även romerska gladiatorer hade uppfattningen att kött var bra för prestationsförmågan, enligt vissa forskare. Andra forskare menar att det fanns vegetariska gladiatorer. I modern tid har det dock inte hittats några särskilt positiva egenskaper i kött. En vegetarisk kost ger varken sämre eller bättre prestationsförmåga jämfört med en kost där kött ingår. För atleter är det dock i synnerhet viktigt att få i sig alla näringsämnen, särskilt järn, zink och protein. Vegetarisk kost kan dock ha god effekt på den långsiktiga hälsan hos atleter (om kosten är väl sammansatt). Vegetarisk kost i kombination med fysisk aktivitet ger i regel en större hälsofördel än någon av dessa enskilt.
Under modern tid har flera elitidrottare levt på vegetarisk kost, däribland Dave Scott (triatlon), Bill Pearl (bodybuilding), Paavo Numi (långdistanslöpning), Martina Navratilova (tennis), Billy Jean King (tennis), Chris Campbell (brottare) och Surya Bonaly (konståkning).

### Graviditet och amning
En vegetarisk eller vegansk kosthållning medför inga risker för gravida, foster eller barn som ammar. Det kan till och med finnas vissa hälsofördelar, men detta förutsätter att mamman är noga med att få i sig alla näringsämnen. Flera studier har observerat en lägre nivå av protein, b12, kalcium och zink hos gravida vegetarianer jämfört med gravida allätare. Det har dock inte observerats några skadliga effekter av detta, varken på modern eller fostret/barnet. B12-brist hos gravida kan dock leda till skador på embryot, bland annat i form av defekter i neuralröret. Om ett ammande barn har en mamma med brist på B12 riskerar barnet att få tillväxtproblem, anemi, försämrad prestation i skolan och försämrad koncentrationsförmåga.

### Barn och unga
Vegetarianer tenderar att uppfostra sina barn till att också bli vegetarianer, men under modern tid finns det även en ökande andel barn och unga som självständigt väljer en vegetarisk kosthållning. Oro har funnits över om den vegetariska kosten kan tillgodose barnens näringsbehov, men de studier som jämfört barn som levt på vegetarisk (även vegansk) mat med barn som levt på allätarkost har visat att vegetariska (även veganska) barn har en normal tillväxt och normal utveckling utan nämnvärd risk för undernäring. Som för alla vegetarianer och veganer är det dock viktigt med en tillräckligt välplanerad kosthållning för att undvika undernäring. Barn och unga som lever på en makrobiotisk diet löper till skillnad från andra vegetariantyper stor risk för undernäring samt allvarliga medicinska komplikationer (i värsta fall död) om dieten är alltför strikt.

### Överviktiga
Vegetarisk kost är förknippat med lägre vikt, lägre BMI och lägre förekomst av fetma. Skälen till att vegetarianer väger mindre är inte klarlagt, men kan ha att göra med skillnad i totalt kaloriintag, fiberkonsumtion, fettkonsumtion, proteinkonsumtion, och alkoholkonsumtion. Vegetarianer har ett lägre intag av mättat fett och mycket lägre LDL-kolesterol. I interventionsstudier visat sig hjälpsam vid medvetna försök till viktnedgång. Det behövs dock fler långtidsstudier för att undersöka hur hjälpsamt vegetarisk kost är för frivillig viktnedgång. En ökad andel frukt, grönsaker och gryn samt en minskad andel kött i dieten kan också leda till en minskning av risken för fetma, även om inte kött utesluts. Ett uteslutande av kött ger dock större effekt än om kött inte utesluts.

### Äldre
Flera åldersrelaterade kroppsförändringar förändrar behovet av energi och näringsämnen. Några vanliga åldersrelaterade förändringar är minskad muskelmassa, benskörhet, försämrat immunförsvar, förhöjt pH i magsäcken, försämrad syntes av vitamin D från huden, ökad produktion av paratyroideahormoner, minskat upptag av kalcium och ökade nivåer av homocystin. Dessa tillstånd leder (tillsammans) till minskat energibehov samt ett ökat behov av kalcium, vitamin D, vitamin b6, vitamin b12, vitamin E, zink, folsyra och järn. Äldre kan behöva tillskott av D-vitamin året runt, oberoende av kosthållning, och risken för brist på b12 höjs vid konsumtion av vissa vanliga mediciner (såsom metformin och omeprazol) och vid vissa vanliga sjukdomar (såsom kronisk gastrit och sjögrens sjukdom).
Vegetarisk kost kan vara fördelaktig för äldre. Växtbaserat protein har en skonsammare effekt på blodsockret, vegetabiliska fetter är i regel bättre för kolesterolet än animaliska och vegetarisk kost innehåller ofta mer komplexa kolhydrater och antioxidanter jämfört med allätarkost. Äldre vegetarianer behöver dock ta särskild hänsyn till att få i sig tillräckligt med zink, D-vitamin, B12, och i vissa fall kalcium och magnesium. Äldre allätare kan behöva fler tillskott än äldre vegetarianer; förutom redan nämnda vitaminer och mineraler kan äldre allätare behöva tillskott av folsyra och vitamin b6.

### Ätstörningar
Personer med anorexia eller bulimi har i vissa studier visat sig använda vegetarianism som ett sätt att dölja sin ätstörning.